# Behniaceae
Behniaceae is een botanische naam, voor een familie van eenzaadlobbige planten. Een familie onder deze naam wordt zelden erkend door enkele systemen van plantentaxonomie, maar wel door het APG-systeem (1998), dat de familie indeelt in de orde Asparagales. De familie bestaat dan uit één soort.
De familie wordt niet erkend door het APG II-systeem (2003): aldaar worden de betreffende planten ingedeeld in de Agavefamilie (Agavaceae) of de Aspergefamilie (Asparagaceae).